# Mokrzesz (gmina)
Mokrzesz – dawna gmina wiejska istniejąca w latach 1952–1954 w woj. katowickim i stalinogrodzkim. Siedzibą władz gminy była wieś Mokrzesz.
Gmina została utworzona 1 lipca 1952 w powiecie częstochowskim w woj. katowickim (od 9 marca 1953 pod nazwą woj. stalinogrodzkie) z części zniesionych gmin.:
- Wancerzów (gromady Jaźwiny, Krasice, Łuszczyn, Mokrzesz i Wola Mokrzeska),
- Potok Złoty (gromada Smyków)

W dniu powołania gmina składała się z 6 gromad: Jaźwiny, Krasice, Łuszczyn, Mokrzesz, Smyków i Wola Mokrzeska (gromadę Smyków zniesiono 20 kwietnia 1953, włączając ją do gromady Wola Mokrzeska).
Gmina została zniesiona 29 września 1954 roku wraz z reformą wprowadzającą gromady w miejsce gmin. Jednostki nie przywrócono 1 stycznia 1973 roku po reaktywowaniu gmin.